# Coluna da Imaculada Conceição

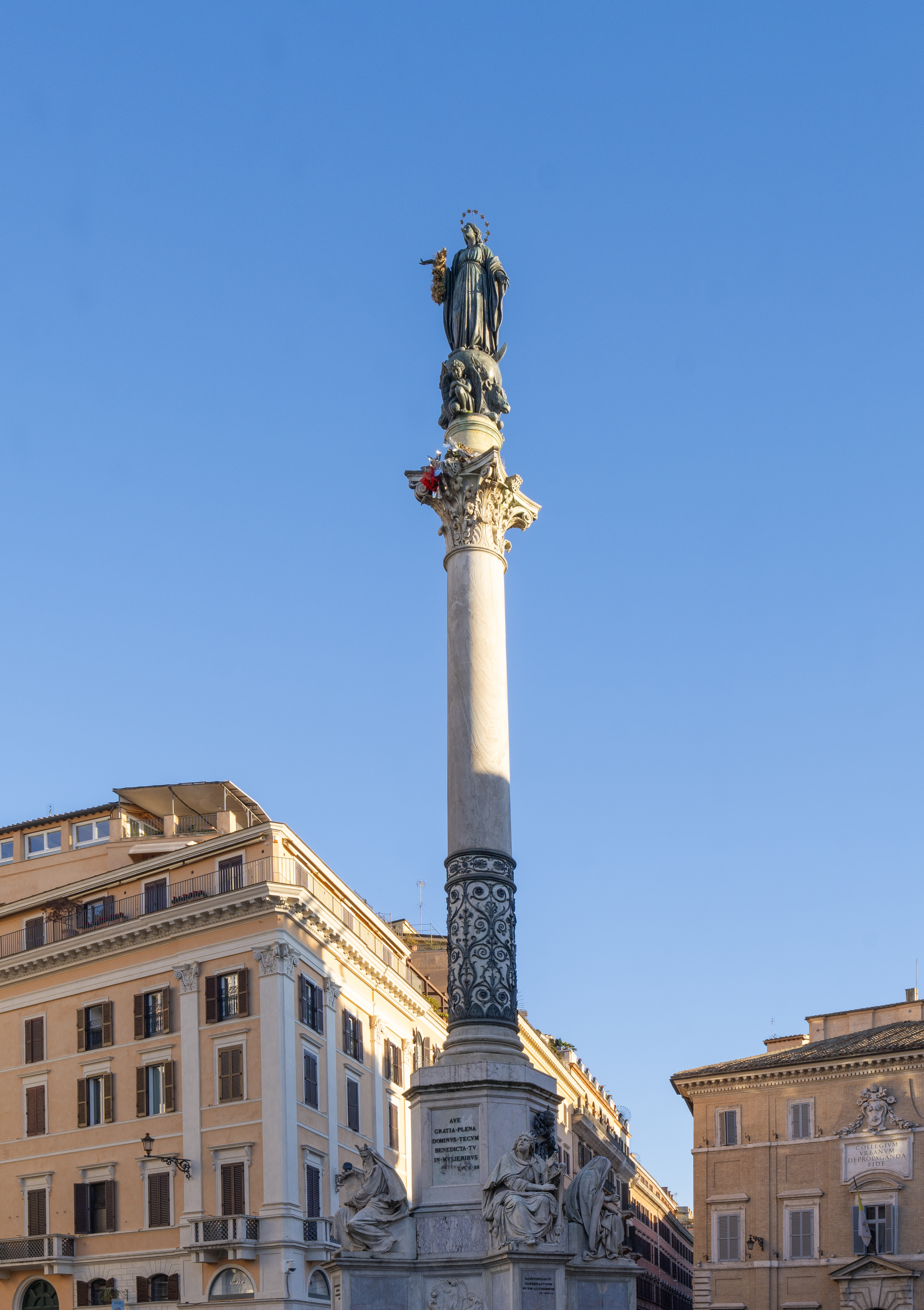
Coluna da Imaculada Conceição

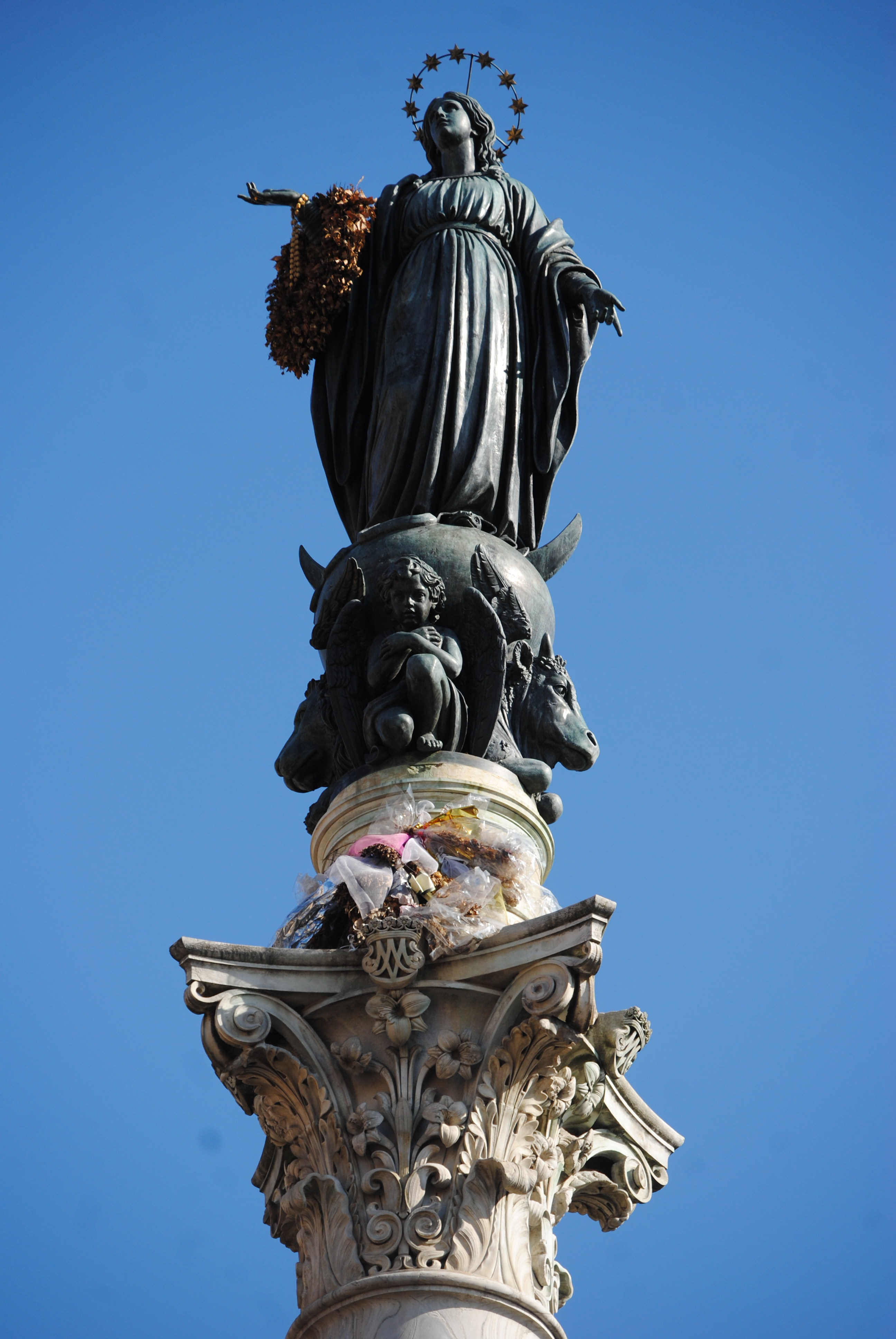
Imaculada Conceição, de Giuseppe Obici

Coluna da Imaculada Conceição ou Colonna della Immacolata é uma coluna mariana do século XIX homenageando a Virgem Maria localizada na piazza Maginanelli, perto da porção sudeste da piazza di Spagna. Foi erigida em frente do Palazzo di Propaganda Fide, a sede da Congregação pela Evangelização dos Povos.
O monumento foi projetado pelo arquiteto Luigi Poletti e encomendado por Fernando II das Duas Sicílias. Seu objetivo era encerrar definitivamente a disputa entre Nápoles e os Estados Papais que já vinha de mais de um século, desde que seu reino deixou de pagar a chinea, um tributo anual oferecido ao papa como soberano maior de Nápoles.

## História e descrição
A coluna foi dedicada em 8 de dezembro de 1857 e celebra o recém adotado (1854) dogma da Imaculada Conceição, proclamado ex cathedra na bula papal "Ineffabilis Deus" pelo papa Pio IX. A estrutura é composta de uma base quadrada de mármore com estátuas de figuras bíblicas nos cantos que seguram uma coluna de mármore cipolino de 11,8 metros. No alto da coluna está uma estátua de bronze da Virgem esculpida por Giuseppe Obici, que segue a iconografia típica das estátuas da Imaculada: a Virgem está sob um crescente, acima do mundo, pisoteando uma serpente (símbolo do pecado original, que macula todas as mulheres desde Eva, exceto Maria). A coluna coríntia é romana antiga e foi descoberta em 1777 durante a construção do mosteiro de Santa Maria della Concezione, nas imediações, o local do antigo Campo de Marte. As quatro estátuas na base são de importantes figuras hebraicas que profetizaram o nascimento virginal: 

### Associação com os bombeiros de Roma
Esta coluna foi construída pelos bombeiros de Roma. Uma testemunha, Juliana Forbes, escreveu: "Ela estava deitada de lado e foi erguida de forma perpendicular. Foi erguida por alguns bombeiros que giraram alguns cabrestantes e a levantaram. Havia dezesseis homens para cada cabrestante e muitos cabrestantes que, ao som de uma sirene, eram girados pelos bombeiros. Isto aconteceu em 18 de dezembro". Atualmente, celebra-se no local, todos os dias 8 de dezembro, geralmente com a presença do papa, uma cerimônia na qual um caminhão de bombeiros coloca um buquê de flores no braço direito da Virgem Maria enquanto outro buquê, decorado com o símbolo "SPQR", é colocado na base da estátua.